# Microsoft Reciprocal License
Die Microsoft Reciprocal License, kurz Ms-RL (ursprünglich Microsoft Community License, Ms-CL), ist eine der beiden ersten Open-Source-Lizenzen von Microsoft. Diese Lizenz wurde von der OSI genauso wie die Ms-PL am 12. Oktober 2007 als Open Source anerkannt. Damit sind diese beiden Lizenzen die ersten Lizenzen von Microsoft, die alle 10 Kriterien der OSI erfüllen.
Die Anerkennung als Open Source wurde von Microsoft am 10. August 2007 noch unter dem Namen Microsoft Community License (Ms-CL) beantragt. Im Laufe der Diskussion um Anerkennung wurde der Name geändert, weil der alte Name nicht akzeptiert wurde. Die Ms-CL wurde von Microsoft seit 2005 verwendet.

## Inhalt
Die Ms-RL besitzt bis auf einen Punkt den gleichen Wortlaut wie die Ms-PL, nämlich:
- Das Verbot der unerlaubten Verwendung von Trademarks, Logos oder Namen von (Mit-)Schöpfern der Software.
- Die Beendigung einer vom Patenthalter erteilten Lizenz, falls durch einen Lizenznehmer unter der Ms-RL verbreitete Software diese Patente verletzt und Ansprüche geltend gemacht werden.
- Die Beibehaltung des Copyrights, aller Patente, Trademarks und Zuteilungsrechte der Software bei Weiterverbreitung
- Ein Copyleft für die unter der Lizenz stehenden Software bei Verbreitung als Quellcode
- Bei Weiterverbreitung in kompilierter Form muss eine Lizenz gewählt werden, die der Ms-RL nicht widerspricht.
- Haftungsausschluss

Der Unterschied besteht im Punkt 3A, der die Wechselwirkung (englisch reciprocity) zwischen Lizenzgeber und -nehmer beschreibt, die für die Ms-RL namensgebend ist:
- Jede Datei, die Code aus unter Ms-RL lizenzierter Software enthält, darf, egal ob als Quellcode oder binär, nur zusammen mit dem vollständigen Quellcode dieser Datei und einer Kopie des Lizenztextes weitergegeben werden. Dateien, die nur selbstverfassten Code enthalten, bleiben davon unberührt.

Alle Dateien unter dieser Lizenz können also zusammen mit anderen Dateien unter einer anderen Lizenz vertrieben werden. Ein Relizenzieren der originalen oder modifizierter Dateien z. B. GPL ist nicht möglich. Da nur veränderter Fremdcode offen bleiben muss, ist der kommerzielle Einsatz dieser Lizenz fast so unproblematisch wie der der Ms-PL. Allerdings ist dies inkompatibel mit den meisten anderen Open-Source-Lizenzen.
Das Verbot der unerlaubten Verwendung von Trademarks, Logos oder Namen war laut Microsoft der Hauptgrund, diese neuen Lizenzen zu schaffen, statt sich bestehender Lizenzen zu bedienen. Ansonsten ähnelt sie in ihrer Aussage der auf der Mozilla Public License basierenden Common Development and Distribution License.